# Messaure kraftverk
Messaure (lulesamiska: Miessávrre) är en vattenkraftsanläggning i Stora Lule älv, cirka 50 kilometer öster om Jokkmokk. Dammen i Messaure är Sveriges tredje högsta damm med en 100 meter hög stenfyllningsdamm med moränkärna. Projekteringsbeslutet för att bygga Messaure kraftstation med två aggregat togs i mars 1956 av Åke Rusck, generaldirektör för Vattenfallsstyrelsen. Bygget startade 1957. Kraftverket byggdes och ägs av Vattenfall. Statsminister Tage Erlander invigde kraftverket den 31 augusti 1963. För att logera arbetarna och deras familjer byggdes det provisoriska samhället Messaure.
Under effektutbyggnaden på åttiotalet leddes Kaltisbäcken om så att dess vattenflöde skulle komma elproduktionen till godo. 
Området kring Messaure är det största och viktigaste kärnområdet inom det gemensamma vinterbetesområdet för Sirges, Jåhkågasska, Tuorpon och Udtja samebyar och nyttjas från höstvinter till vårvinter.

## Konstruktion
Kraftverket domineras av den massiva 1 900 meter långa jord- och stenfyllnadsdammen, total krävdes 10 500 000 m³ fyllnadsmassor till dammen. Under byggnationen av dammen så leddes vattnet förbi i en 440 meter lång omloppstunnel som sprängts ut. I den bergförlagda maskinstationen installerades från början två stycken francisturbiner med 4,1 meters löphjul och med en spiral av plåt. Turbinen som har ett flöde på 160 m³/s roterar med 150 varv per minut och driver en 40-polig generator på 140 MVA med en spänning på 18 kV. Från maskinstationen leds vattnet genom en 710 meter lång avloppstunnel och ut i en 5 800 meter lång avloppskanal.